# Mutuaura
Mutuaura es una comuna asociada de la comuna francesa de Rimatara que está situada en la subdivisión de Islas Australes, de la colectividad de ultramar de Polinesia Francesa.

## Composición
La comuna asociada de Mutuaura comprende una fracción de la isla de Rimatara, los dos motus más próximos a dicha fracción; y una fracción del atolón de los Islotes María:
| Comuna asociada de Mutuaura     |                  |                  |                    |
| Fracción de la isla de Rimatara | Población (2002) | Superficie (km²) | Densidad (hab/km²) |
| Mutuaura                        | 308              | -                | -                  |
| Islotes                         | Población (2002) | Superficie (km²) | Densidad (hab/km²) |
| Islote Sur (Islotes María)      | -                | -                | -                  |
| Islote Oeste (Islotes María)    | -                | -                | -                  |
| Rama                            | -                | -                | -                  |
| Ura                             | -                | -                | -                  |

## Demografía
| Gráfica de evolución demográfica de Mutuaura entre 1977 y 2012 |
|                                                                |

Fuente: Insee